# Cortinarius fulvescens
Cortinarius fulvescens (Elias Magnus Fries, 1838) a încrengăturii Basidiomycota, din familia Cortinariaceae și de genul Cortinarius este o specie de ciuperci necomestibile răspândită regional care însă devine din ce în ce mai rară, fiind un simbiont micoriza (formează micorize pe rădăcinile arborilor). Un nume popular nu este cunoscut. În România, Basarabia și Bucovina de Nord trăiește de la deal la munte în grupuri pe sol acru, în păduri de conifere și mlaștini oligotrofe sub molizi și zâmbrii, cu predilecție între mușchi. Timpul apariției este din august până în octombrie (noiembrie).

## Taxonomie

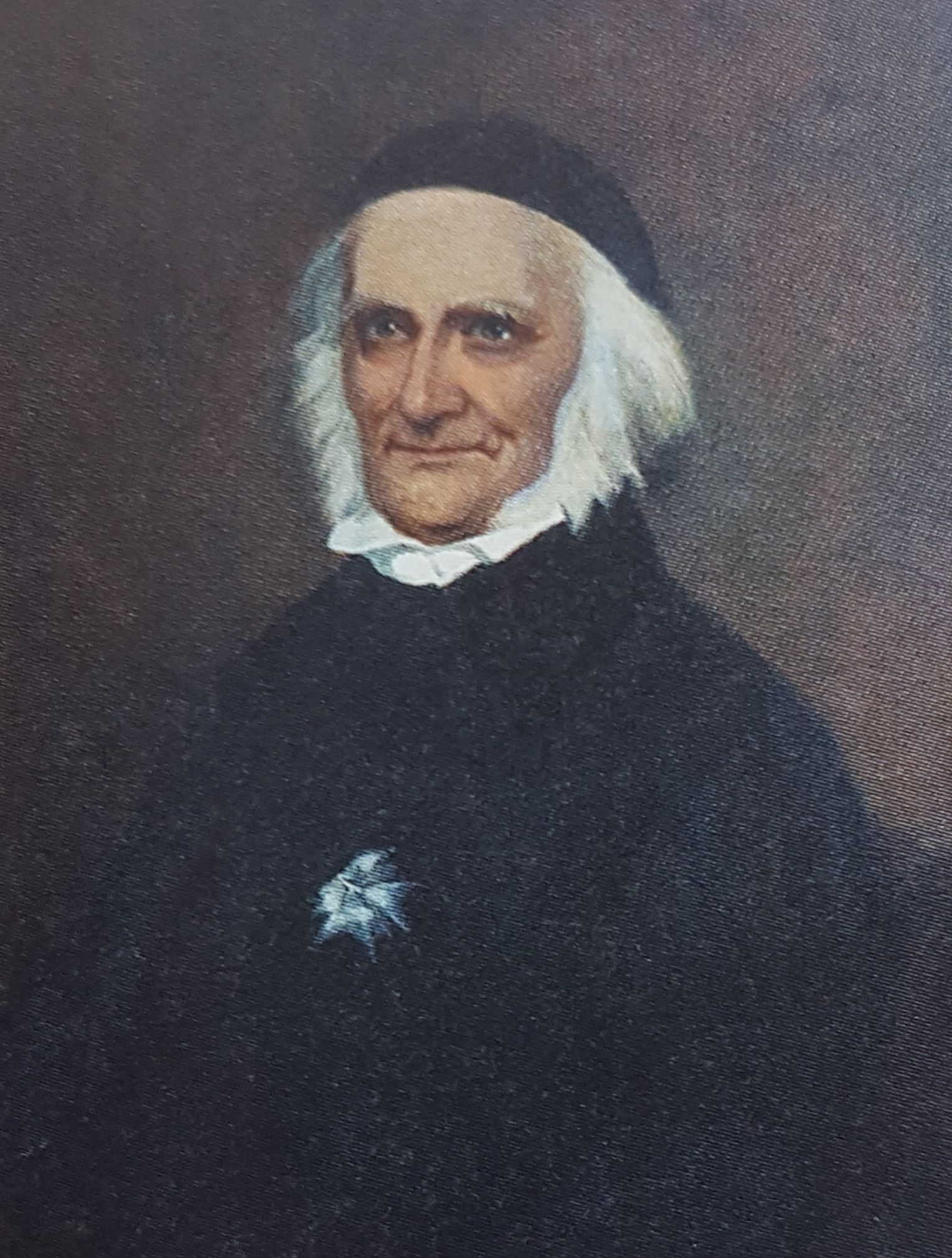
Elias Fries

Numele binomial Cortinarius fulvescens a fost determinat de renumitul micolog suedez Elias Magnus Fries, de verificat în cartea sa Epicrisis systematis mycologici, seu synopsis hymenomycetum din 1838, fiind, de asemenea, numele curent valabil (2022).
Sinonime acceptate sunt: Gomphos fulvescens a micologului german Otto Kuntze din 1891 și Hydrocybe fulvescens al botanistului norvegian Axel Gudbrand Blytt (1843-1898), publicat postum în 1905, ambele bazând pe descrierea lui Fries, precum variația Cortinarius acutus var. fastigiatus a cunoscutului micolog francez Lucien Quélet din 1912, bazând pe o descriere anterioară a naturalistului austro-italian Giovanni Antonio Scopoli.  
Mai trebuie menționat că  taxonul Cortinarius fasciatus în sensul micologului danez Jakob Emanuel Lange este acceptat de Checklist of Basidiomycota of Great Britain and Ireland (2005). Alte denumiri nu sunt cunoscute.
Epitetul se trage de la adjectivul latin (latină fulvus=brun-gălbui, roșu-gălbui, maroniu, și: blond, licărind, sclipind), datorită aspectului pălăriei.

## Descriere

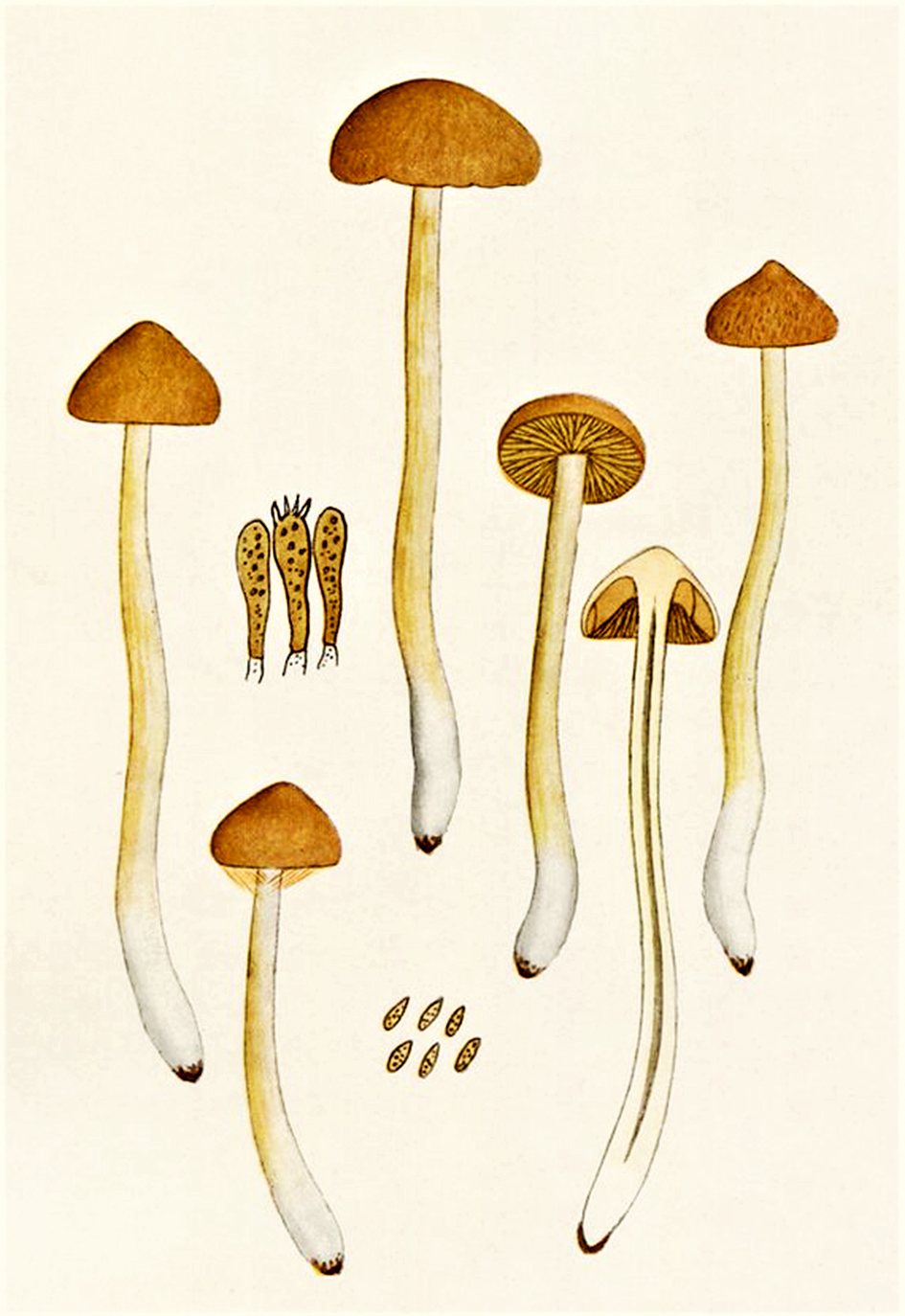
Bres.: Cortinarius fulvescens

- Pălăria: higrofană are un diametru de 2,5-5 cm, fiind la început emisferică, dar repede alungit-ascuțit conică, apoi convexă, pierzând de obicei cocoașa și prezentând la margine care se răsucește în sus la bătrânețe striații strânse translucide când este umedă. Cuticula este glabră, pe vreme uscată lucioasă și la umezeală lipicioasă. Coloritul diferă între arămiu, roșu-arămiu și brun-ruginiu, în centru mai închis. Datorită higrofanității se decolorează la umezeală  brun-vinaceu.
- Lamelele: sunt subțiri și destul de îndepărtate între ele, în tinerețe drepte, dar în vârstă bombate puternic, intercalate cu lameluțe de lungime diferită, ocazional și bifurcate, fiind atașate la picior cu un dinte. Coloritul inițial galben-ruginiu până brun-portocaliu devine la bătrânețe brun de scorțișoară, muchiile fiind de aceiași culoare. În stadiul tânăr al ciupercii sunt acoperite cu fragmente portocaliu-roșiatice ale vălului parțial foarte subțiri.
- Piciorul:  foarte lung și zvelt, uniform, fibrilat-mătăsos și repede gol pe dinăuntru, are o lungime de 5-12 cm și o lățime de 0,4-0,9 cm, fiind albiu și pâslos spre bază. Suprafața pentru mult timp albicioasă cu linii păroase și mici ghirlande incomplete portocaliu-roșiatice (resturi ale vălului universal) devine în sfârșit deschis brună până brun-roșiatică. Nu poartă un inel.
- Carnea: este destul de subțire și fibroasă mai presus de toate în picior, de colorit carneu până brun care nu se mai decolorează după tăiere. Mirosul este imperceptibil, ocazional slab de iod și gustul blând.[3][4]
- Caracteristici microscopice: are spori ocru-ruginii, elipsoidali în formă de migdale sau prune, slab până la moderat dextrinoizi, fin punctat-verucoși până aproape netezi pe exterior și granulați pe dinăuntru, măsurând (8,5)10-12 x (4,5) 5-6 microni. Pulberea lor este brun-ruginie. Basidiile clavate cu preponderent 4 sterigme fiecare măsoară 30-35 x 8-10 microni. Dezvoltă hife de 50-95 x 8,6-11,7, cele velare având o lățime de 5,5-6,9 µm.[11][12]
- Reacții chimice: Nu sunt cunoscute.[13]

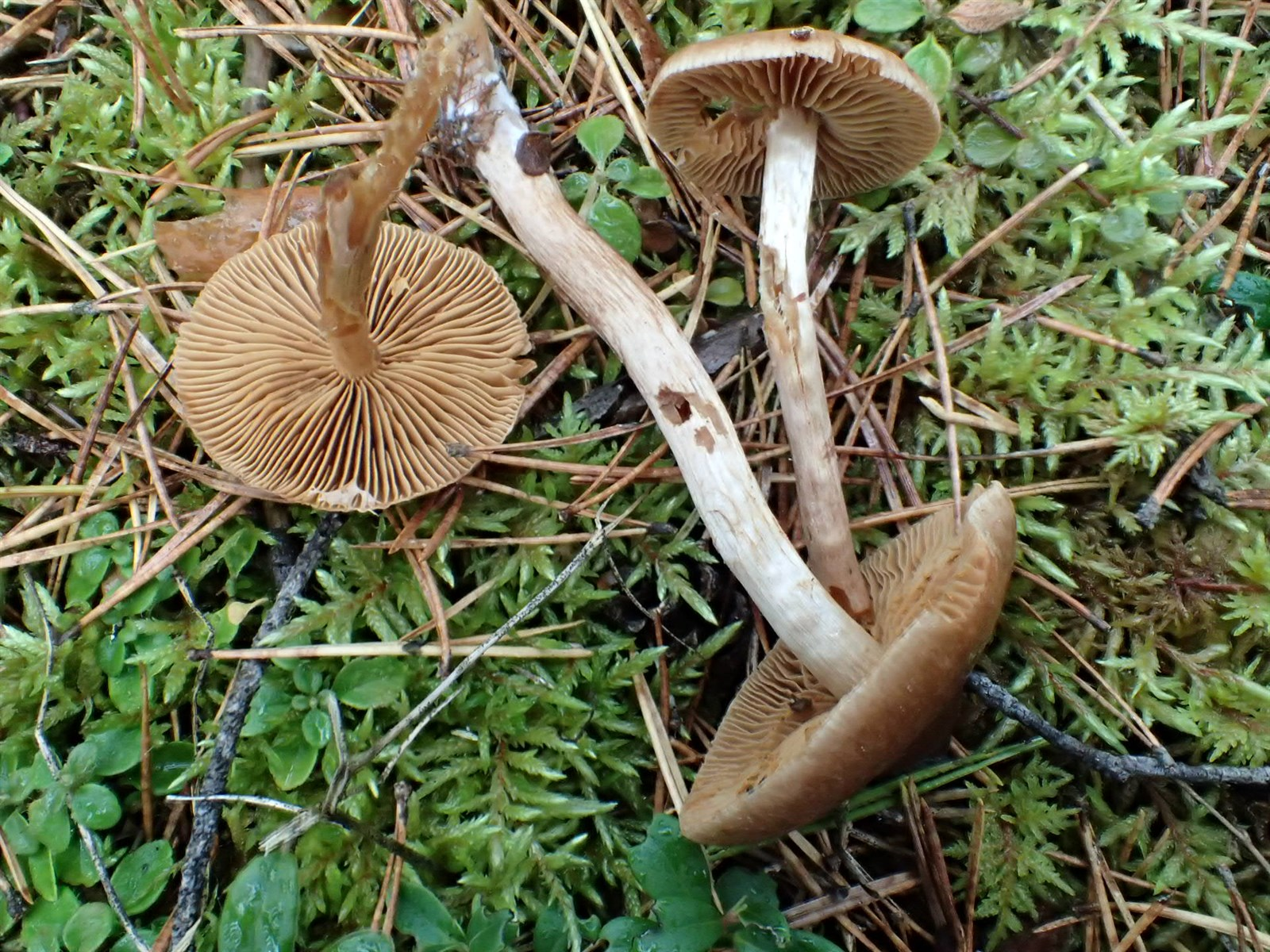
C. fulvescens, pălărie, lamele și picior

## Confuzii
Specia poate fi confundată în primul rând cu gemenul ei Cortinarius fasciatus (necomestibil), dar, de asemenea, de exemplu cu Cortinarius brunneus (otrăvitor), Cortinarius cinnamomeus (otrăvitor)  Cortinarius croceus (otrăvitor), Cortinarius depressus sin. Cortinarius adalberti (necomestibil ), Cortinarius flexipes (otrăvitor), Cortinarius gentilis (otrăvitor), Cortinarius hinnuleus (necomestibil), Cortinarius malicorius (otrăvitor), Cortinarius obtusus (necomestibil), Cortinarius rigens (necomestibil), Cortinarius rigidus sin. Cortinarius umbrinolens (necomestibil, miros pământos, mucegăios, gust blând, crește sub mesteceni),+ imagini, Cortinarius rubellus (mortal), Cortinarius semisanguineus (otrăvitor) sau Cortinarius uraceus (necomestibil).

## Specii asemănătoare în imagini

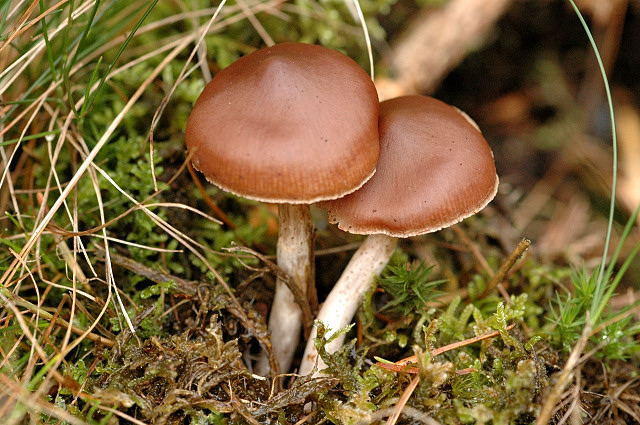
!!Cortinarius brunneus!!
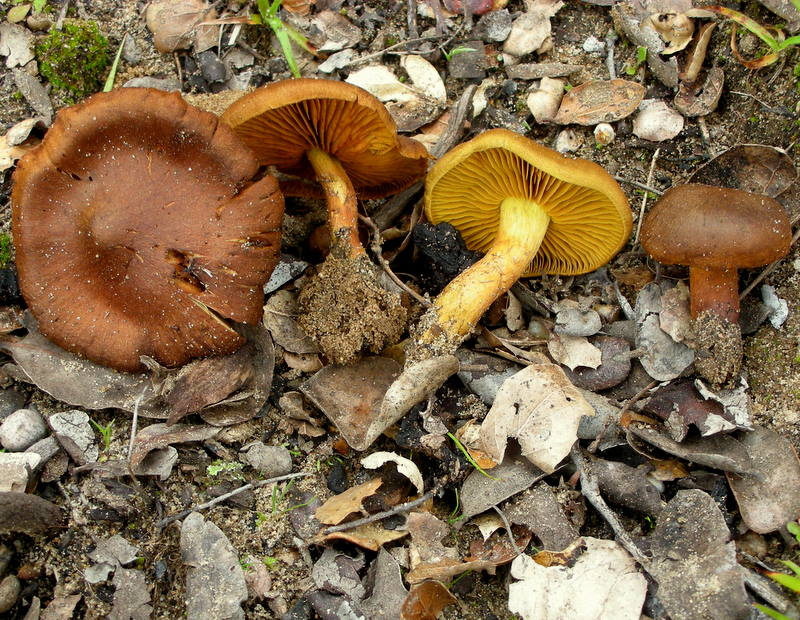
!!Cortinarius croceus!!
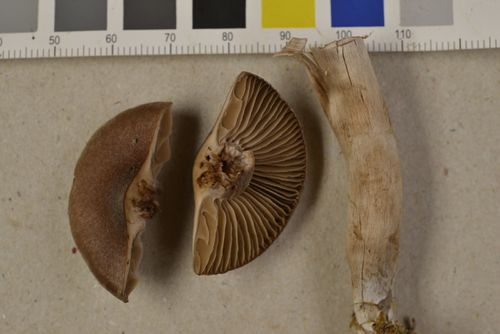
!Cortinarius depressus sin. Cortinarius adalberti!
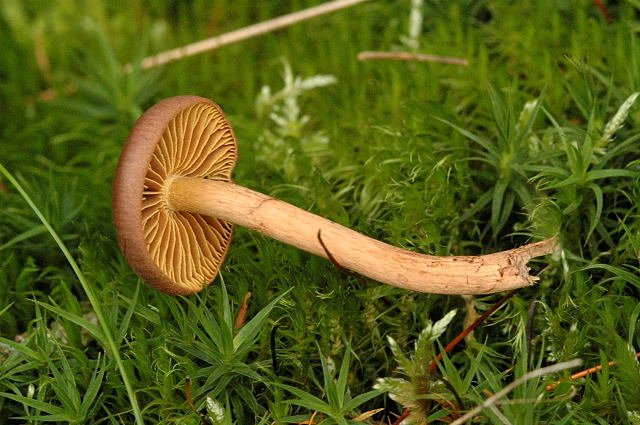
!Cortinarius fasciatus!
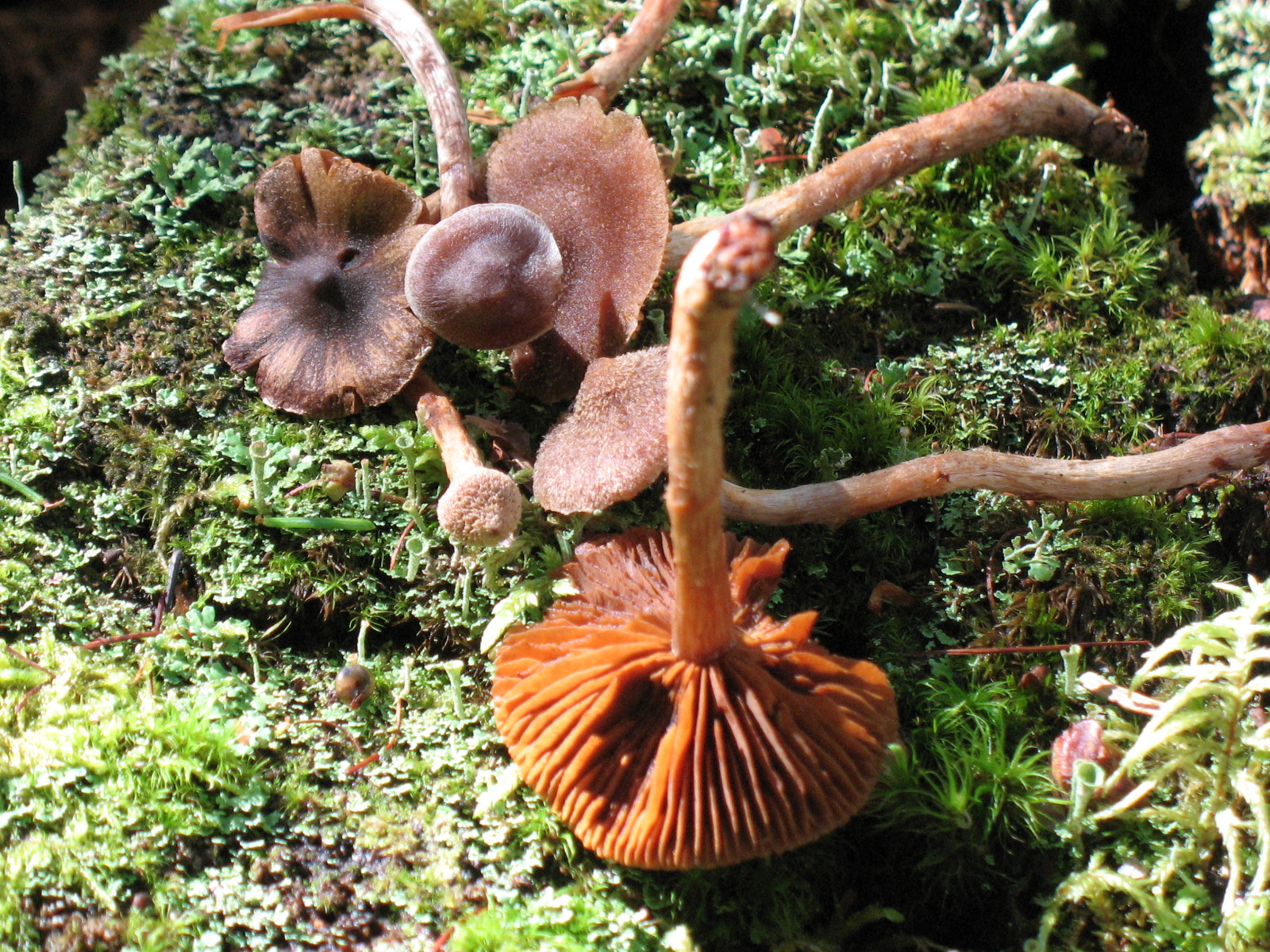
!!Cortinarius flexipes!!

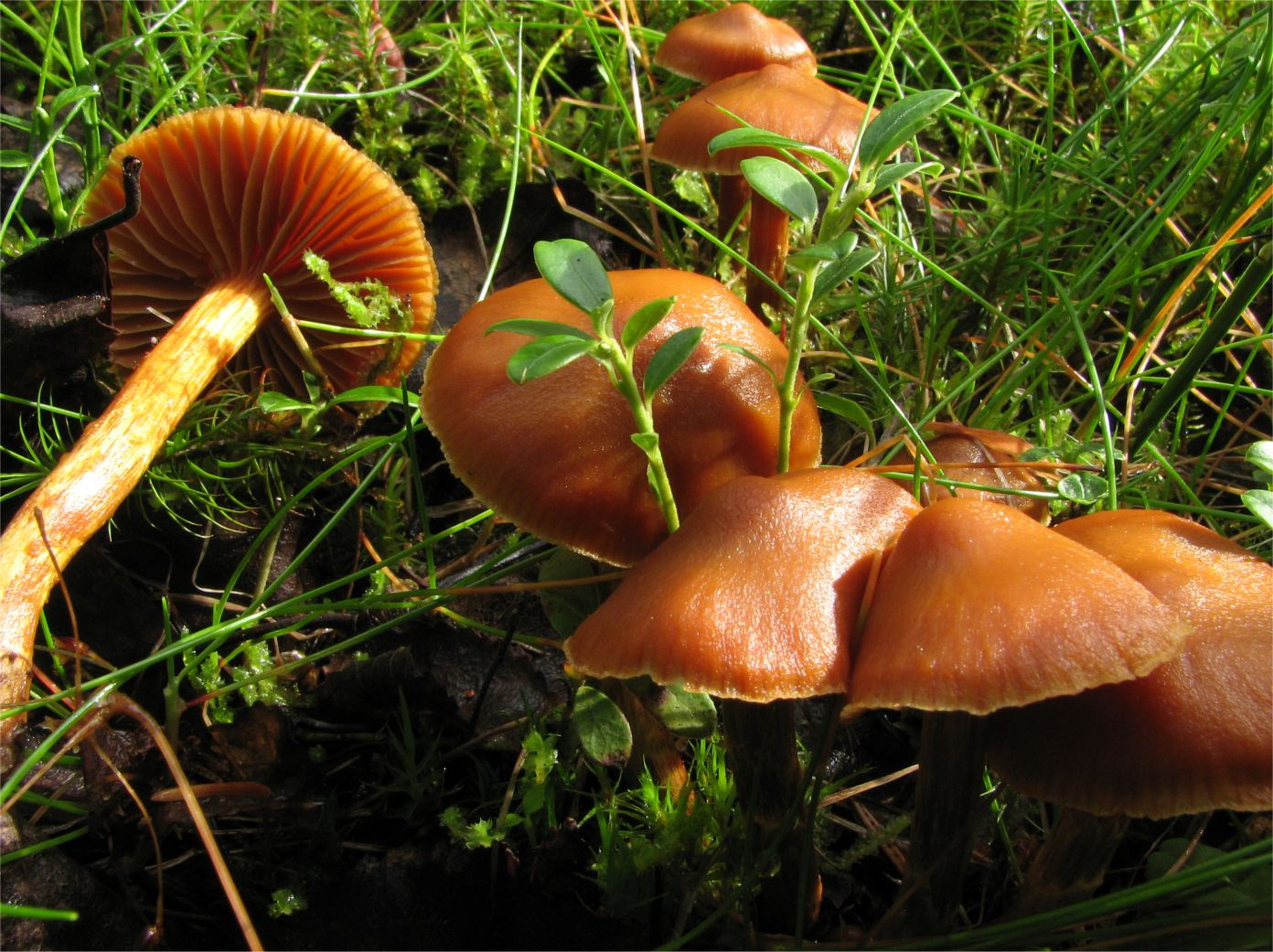
!!Cortinarius gentilis!!
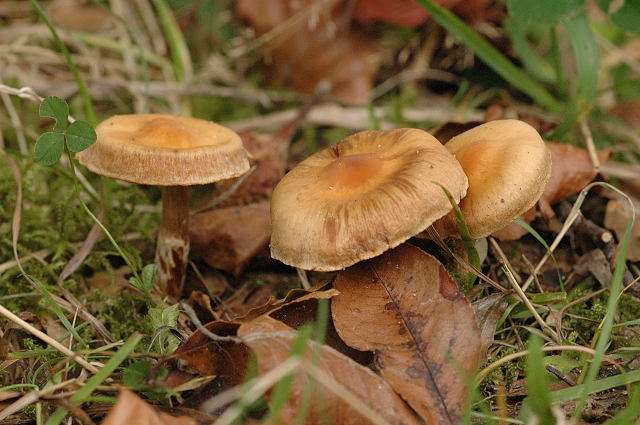
!Cortinarius hinnuleus!
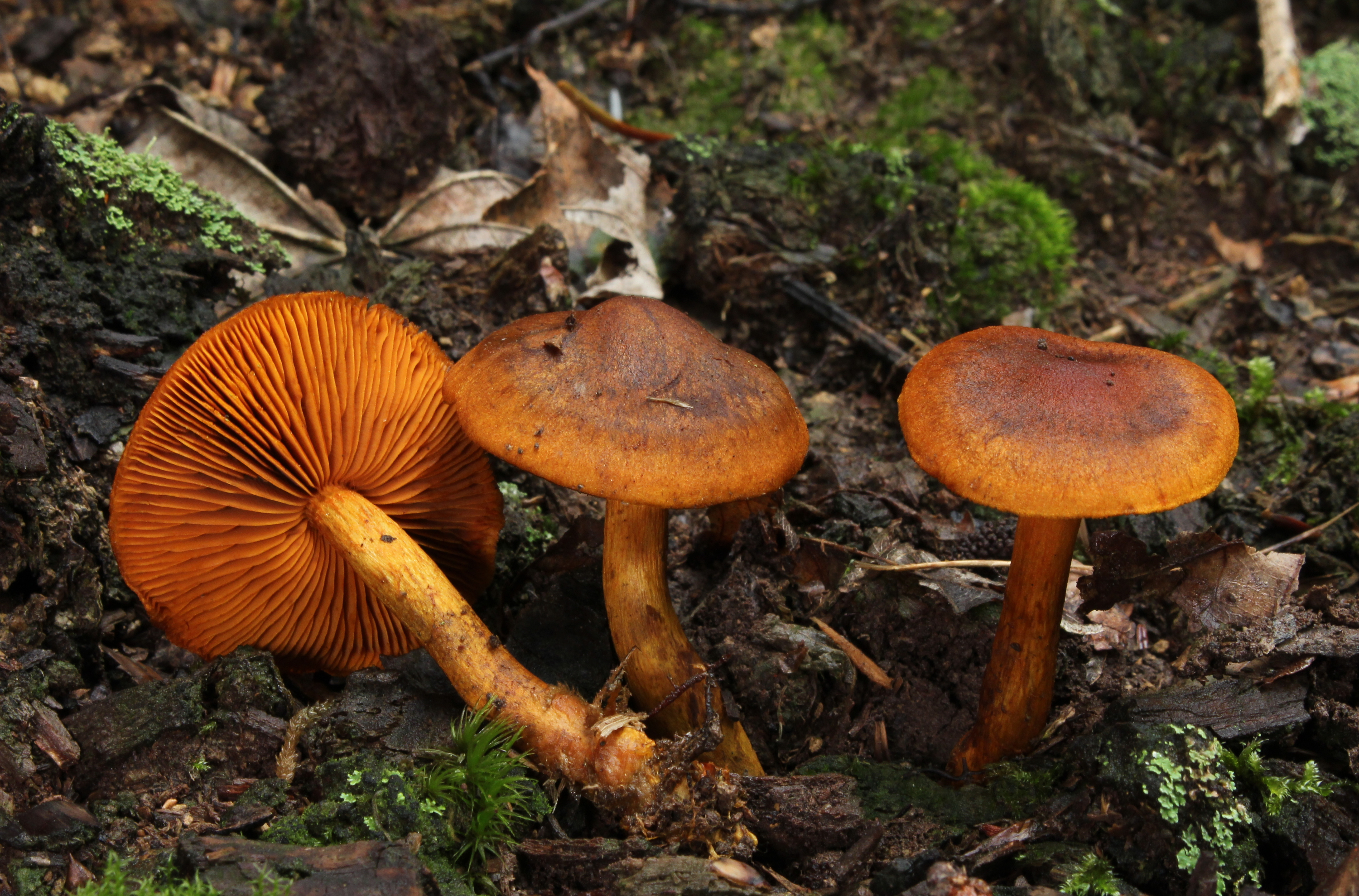
!!Cortinarius malicorius!!
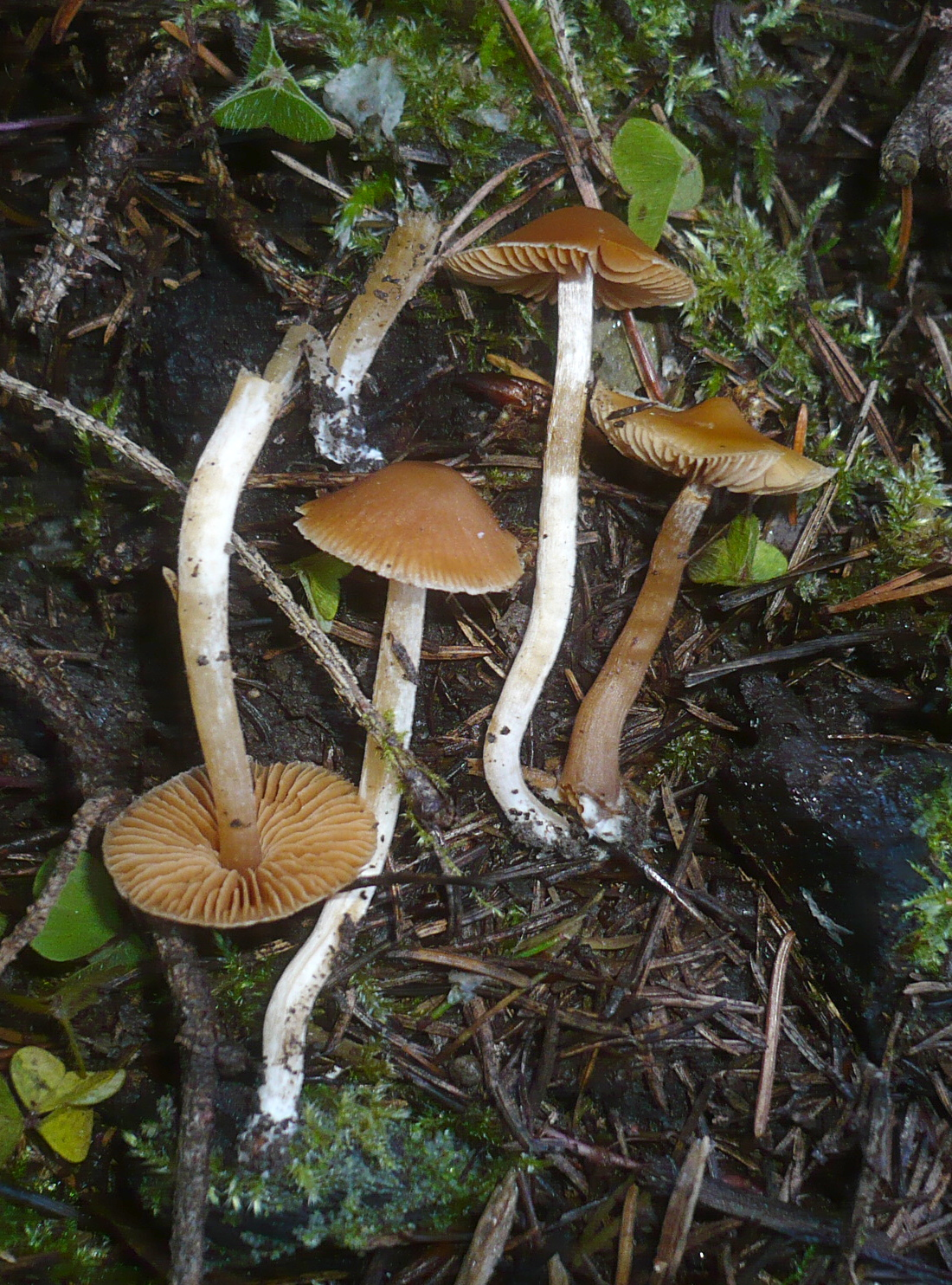
!Cortinarius obtusus!

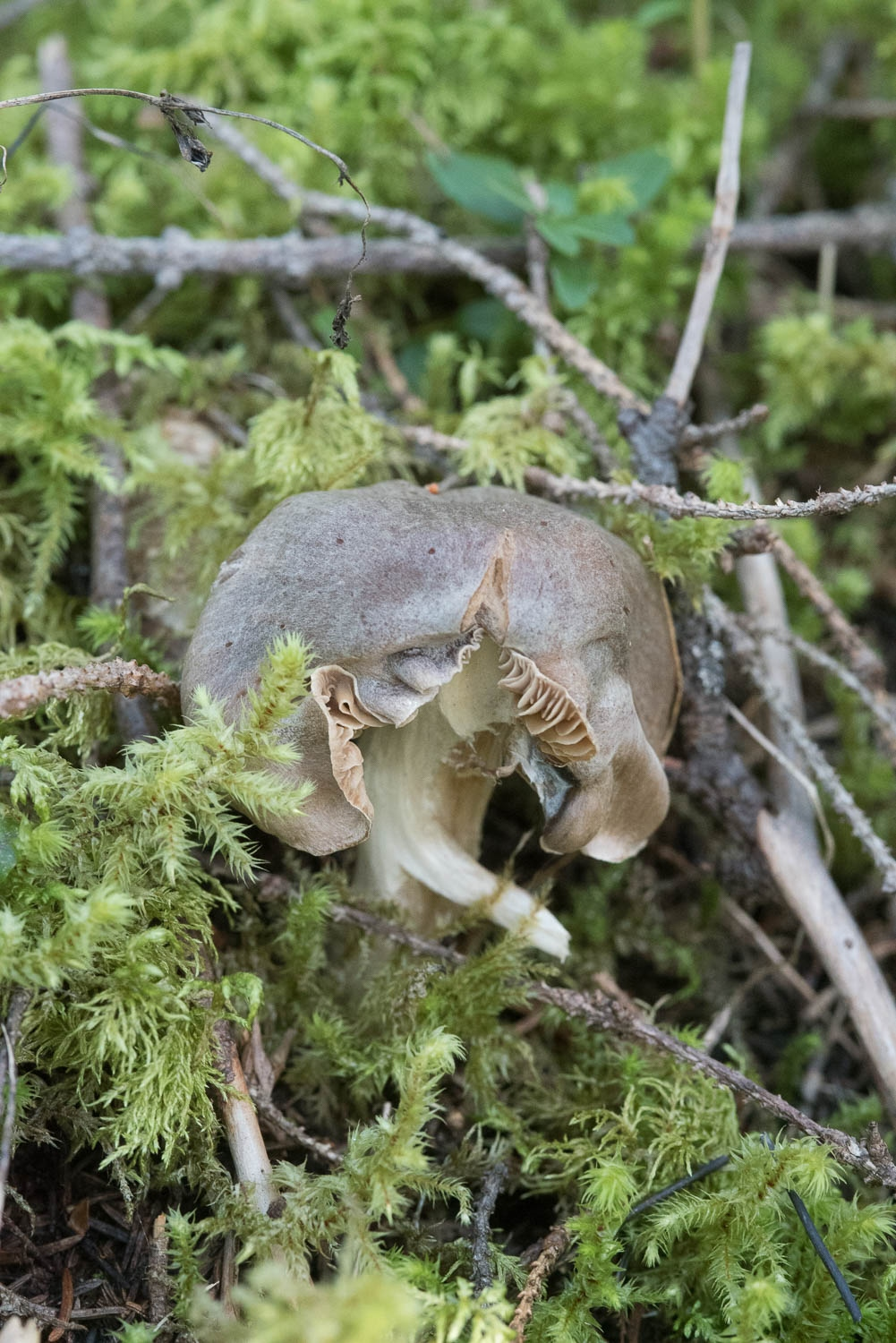
!Cortinarius rigens!
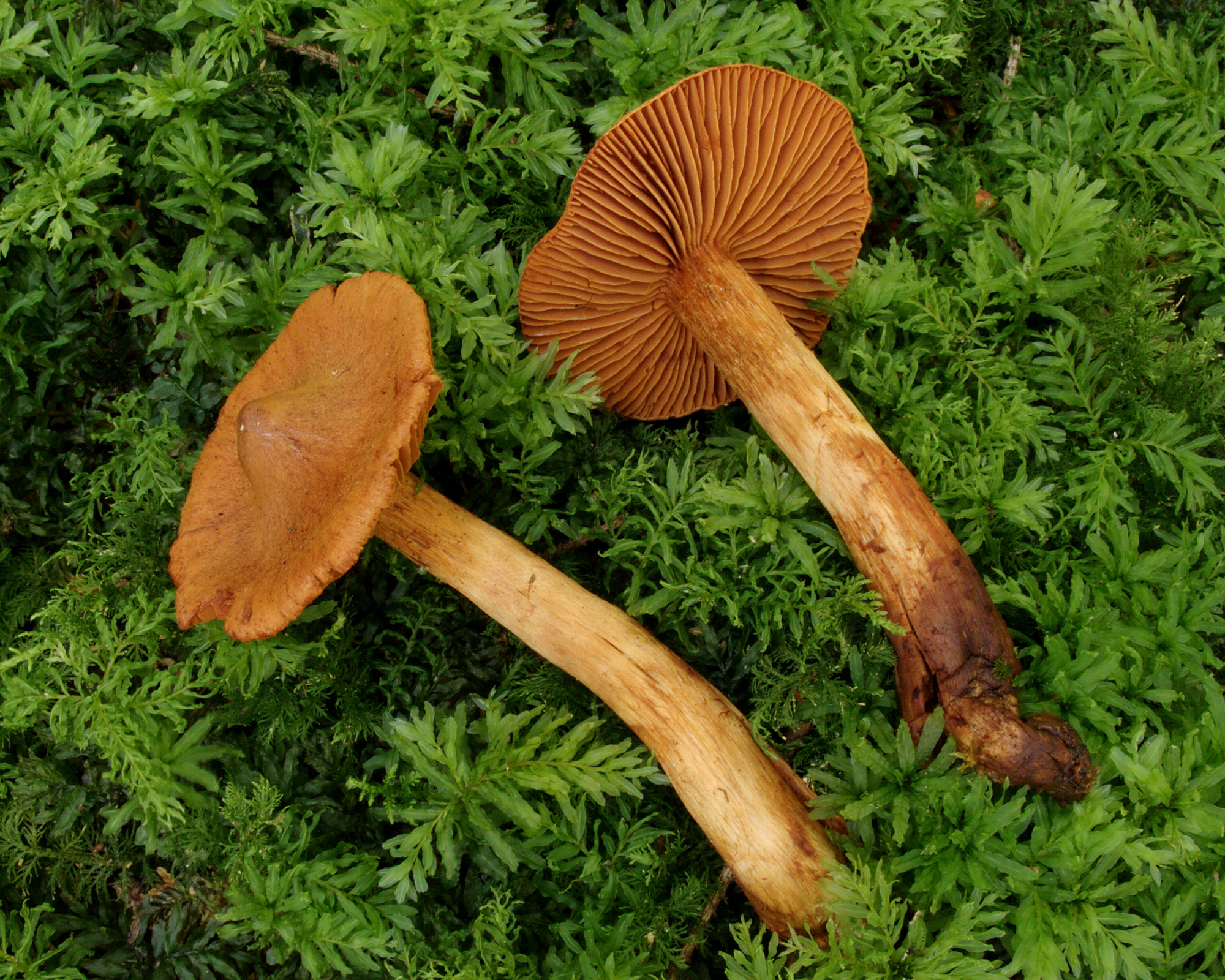
!!! Cortinarius rubellus!!!
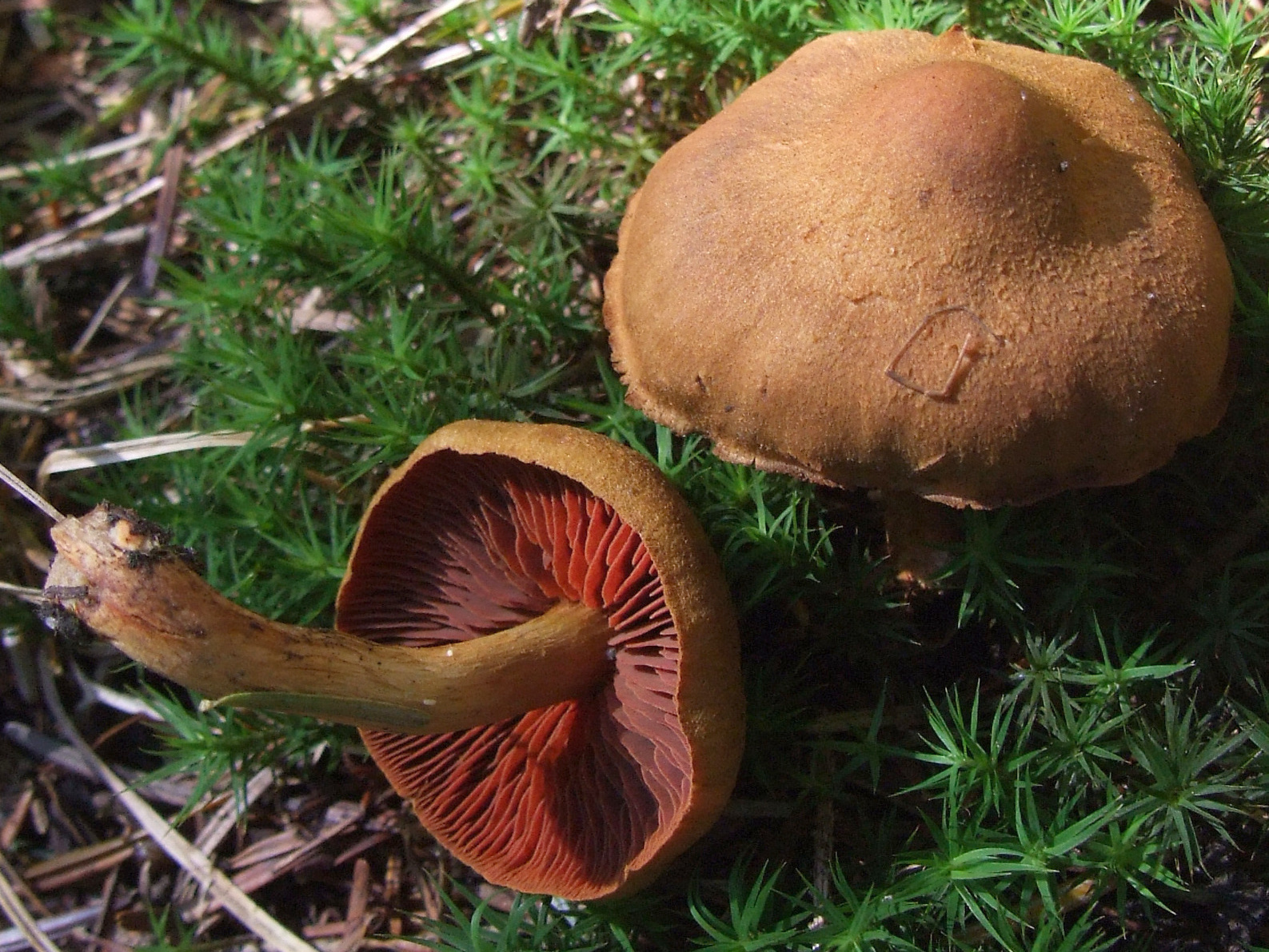
!!Cortinarius semisanguineus!!
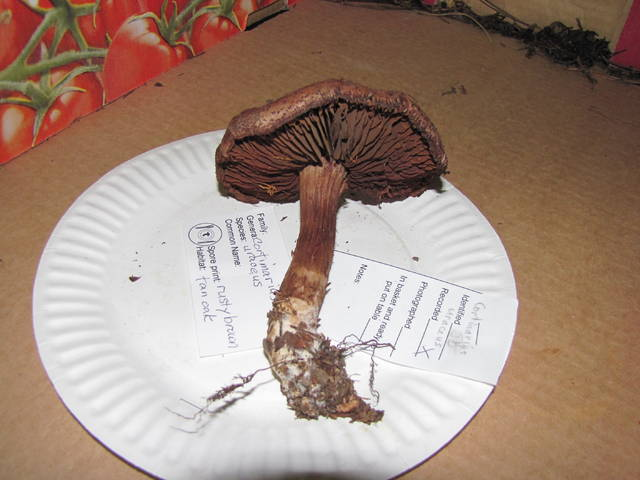
!Cortinarius uraceus!

## Valorificare
Cortinarius fulvescens nu este toxic, dar din cauza calității inferioare a cărnii necomestibil. În plus, specia poate fi confundată ușor cu unele otrăvitoare, și, din cauza rarității crescânde, ar trebui fi cruțată și lăsată la loc.